# James J. Davis
Pour les articles homonymes, voir James Davis (homonymie) et Davis.
James John Davis, né le 27 octobre 1873 à Tredegar (Royaume-Uni) et mort le 22 novembre 1947 à Takoma Park (Maryland, États-Unis), est un homme politique américain. Membre du Parti républicain, il est secrétaire au Travail entre 1921 et 1930 dans l'administration du président Warren G. Harding et celles de ses successeurs Calvin Coolidge et Herbert Hoover puis sénateur de Pennsylvanie entre 1930 et 1945.

## Source
- (en) Cet article est partiellement ou en totalité issu de l’article de Wikipédia en anglais intitulé « James J. Davis » (voir la liste des auteurs).